# Гаплогруппа U8b1a2b (мтДНК)
Гаплогруппа U8b1a2b — гаплогруппа митохондриальной ДНК человека.

## Субклады
- U8b1a2b
  - U8b1a2b1
  - U8b1a2b2
  -  U8b1a2b3

## Палеогенетика

### Неолит
Лендьелская культура
- I2352 | VEJ12a __ Veszprém Jutasi út (grave 15) __ Веспрем (медье), Центральная Трансданубия, Венгрия __ 4505-4370 calBCE __ М __ H (xH3) # U8b1a2b.[1]

### Энеолит
Трипольская культура
- V1.1.1 | KY198376.1 __ Вертеба (site #7) __ Борщёвский район, Тернопольская область, Украина __ 3700-3500 cal BCE __ U8b1a2 > U8b1a2b.[2]

### Бронзовый век
Эбла
- ETM016 | TM.95.V.497 __ Телль-Мардих __ Идлиб (мухафаза), Сирия __ 2026-1896 calBCE (3605±25 BP, MAMS-41116) __ Ж __ U8b1a2b.[3]

Лчашен-Мецаморская культура
- arm30 | Nerqin Getashen; #5 __ Curgan 22 __ Гехаркуникская область, Армения __ 1500-1300 BC (3400 BP) __ U8b1a2b.[4]

### Железный век
Кушанское царство
- L6299, L8621 __ Чаганиан __ Байсунский район, Сурхандарьинская область, Узбекистан __ 2150–1950 BP __ U8b1a2b.[5]

### Средние века
Мадьяры
- M43_25lh.259.472B __ M43 25.lelőhely Makó-Igási járandó (grave 259) __ Чонград (медье), Южный Альфёльд, Венгрия __ X век __ М __ U8b1a2b.[6]

Саво
- TU654 | Tuukkala18 __ Тууккала __ Хирвенсалми, Южное Саво, Финляндия __ 1200–1400 AD __ U8b1a2b.[7]

## Публикации
2016
- Csősz A, Szécsényi-Nagy A, Csákyová V, Langó P, Bódis V, Köhler K, Tömöry G, Nagy M, Mende BG. (Сентябрь 2016). Maternal Genetic Ancestry and Legacy of 10(th) Century AD Hungarians. Scientific Reports. 6: 33446. doi:10.1038/srep33446. PMC 5025779. PMID 27633963.{{cite journal}}:  Википедия:Обслуживание CS1 (множественные имена: authors list) (ссылка)

2017
- Nikitin AG; Potekhina I; Rohland N; Mallick S; Reich D; Lillie M. (Февраль 2017). Mitochondrial DNA analysis of eneolithic trypillians from Ukraine reveals neolithic farming genetic roots. PLOS One. 12 (2): e0172952. doi:10.1371/journal.pone.0172952. PMC 5325568. PMID 28235025.{{cite journal}}:  Википедия:Обслуживание CS1 (не помеченный открытым DOI) (ссылка)
- Margaryan A, Derenko M, Hovhannisyan H; et al. (Июль 2017). Eight Millennia of Matrilineal Genetic Continuity in the South Caucasus. Current Biology. 27 (13): 2023-2028.e7. doi:10.1016/j.cub.2017.05.087. PMID 28669760. {{cite journal}}: Явное указание et al. в: |author= (справка)Википедия:Обслуживание CS1 (множественные имена: authors list) (ссылка)
- Lipson M, Szécsényi-Nagy A, Mallick S; et al. (Ноябрь 2017). Parallel palaeogenomic transects reveal complex genetic history of early European farmers. Nature. 551 (7680): 368–372. doi:10.1038/nature24476. PMC 5973800. PMID 29144465. {{cite journal}}: Явное указание et al. в: |author= (справка)Википедия:Обслуживание CS1 (множественные имена: authors list) (ссылка)

2019
- Översti S, Majander K, Salmela E; et al. (Ноябрь 2019). Human mitochondrial DNA lineages in Iron-Age Fennoscandia suggest incipient admixture and eastern introduction of farming-related maternal ancestry. Scientific Reports. 9 (1). doi:10.1038/s41598-019-51045-8. PMC 6858343. PMID 31729399. {{cite journal}}: Явное указание et al. в: |author= (справка)Википедия:Обслуживание CS1 (множественные имена: authors list) (ссылка)

2020
- Skourtanioti E, Erdal YS, Frangipane M; et al. (Май 2020). Genomic History of Neolithic to Bronze Age Anatolia, Northern Levant, and Southern Caucasus. Cell. 181 (5): 1158-1175.e28. doi:10.1016/j.cell.2020.04.044. PMID 32470401. {{cite journal}}: Явное указание et al. в: |author= (справка)Википедия:Обслуживание CS1 (множественные имена: authors list) (ссылка)

2021
- Kumar V, Bennett EA, Zhao D; et al. (Ноябрь 2021). Genetic Continuity of Bronze Age Ancestry with Increased Steppe-Related Ancestry in Late Iron Age Uzbekistan. Molecular Biology and Evolution. 38 (11): 4908–4917. doi:10.1093/molbev/msab216. PMC 8557446. PMID 34320653. {{cite journal}}: Явное указание et al. в: |author= (справка)Википедия:Обслуживание CS1 (множественные имена: authors list) (ссылка)